# Gran Premio motociclistico della Germania Est
Il Gran Premio motociclistico della Germania Est è stata una delle prove del motomondiale.

## Storia
Sin dal 1949 sul Sachsenring (che aveva già ospitato il GP di Germania dal 1934 al 1939, valido per il Campionato Europeo nel 1936, 1938 e 1939) si disputava una gara internazionale, la "Sachsenring-Rennen", che dal 1958 prese il nome di "Gran Premio della Germania Est" (Großer Preis der DDR). La competizione veniva svolta sul circuito nella vecchia configurazione che raggiungeva una lunghezza di circa 8,6 km.
Nel 1961 il GP entrò a far parte del Mondiale: fu la prima gara a disputarsi al di là della Cortina di Ferro. Il Motomondiale corse nella DDR fino al 1972; dal 1973 la gara perse la validità iridata, a causa delle limitazioni poste dai dirigenti tedesco-orientali alla partecipazione di piloti occidentali (si era voluto evitare quel che era accaduto nel 1971, quando la folla aveva cantato l'inno della Germania Ovest in seguito alla vittoria di Dieter Braun).
Nonostante l'esclusione dal Motomondiale, il Gran Premio si disputò fino al 1990 (nell'autunno di quell'anno avvenne la riunificazione tedesca, quando i territori della Germania Est vennero annessi come nuovi Stati della Repubblica Federale Tedesca), cambiando però nome nel 1978 in "Großer Preis des ADMV der DDR" (Gran Premio della Federazione Motociclistica della DDR).

## Risultati del Gran Premio
(su sfondo rosa le edizioni non valide per il motomondiale)
| Stagione | Circuito    | classe 50    | classe 125    | classe 250     | classe 350       | classe 500        | Sidecar                        | Resoconto |
| -------- | ----------- | ------------ | ------------- | -------------- | ---------------- | ----------------- | ------------------------------ | --------- |
| 1958     | Sachsenring | -            | Ernst Degner  | Horst Fügner   | Luigi Taveri     | Dickie Dale       | Walter Schneider Hans Strauß   | Resoconto |
| 1959     | Sachsenring | -            | Werner Musiol | Gary Hocking   | John Hempleman   | Gary Hocking      | Florian Camathias Hilmar Cecco | Resoconto |
| 1960     | Sachsenring | -            | Ernst Degner  | John Hempleman | Jim Redman       | John Hempleman    | Florian Camathias Roland Föll  | Resoconto |
| 1961     | Sachsenring | -            | Ernst Degner  | Mike Hailwood  | Gary Hocking     | Gary Hocking      |                                | Resoconto |
| 1962     | Sachsenring | Jan Huberts  | Luigi Taveri  | Jim Redman     | Jim Redman       | Mike Hailwood     |                                | Resoconto |
| 1963     | Sachsenring | -            | Hugh Anderson | Mike Hailwood  | Mike Hailwood    | Mike Hailwood     |                                | Resoconto |
| 1964     | Sachsenring | -            | Hugh Anderson | Phil Read      | Jim Redman       | Mike Hailwood     |                                | Resoconto |
| 1965     | Sachsenring | -            | Frank Perris  | Jim Redman     | Jim Redman       | Mike Hailwood     |                                | Resoconto |
| 1966     | Sachsenring | -            | Luigi Taveri  | Mike Hailwood  | Giacomo Agostini | František Šťastný |                                | Resoconto |
| 1967     | Sachsenring | -            | Bill Ivy      | Phil Read      | Mike Hailwood    | Giacomo Agostini  |                                | Resoconto |
| 1968     | Sachsenring | -            | Phil Read     | Bill Ivy       | Giacomo Agostini | Giacomo Agostini  |                                | Resoconto |
| 1969     | Sachsenring | Ángel Nieto  | Dave Simmonds | Renzo Pasolini | Giacomo Agostini | Giacomo Agostini  |                                | Resoconto |
| 1970     | Sachsenring | Aalt Toersen | Ángel Nieto   | Rodney Gould   | Giacomo Agostini | Giacomo Agostini  |                                | Resoconto |
| 1971     | Sachsenring | Ángel Nieto  | Ángel Nieto   | Dieter Braun   | Giacomo Agostini | Giacomo Agostini  |                                | Resoconto |
| 1972     | Sachsenring | Theo Timmer  | Börje Jansson | Jarno Saarinen | Phil Read        | Giacomo Agostini  |                                | Resoconto |